# Българско училище „Българче“ (Хайделберг)
Българското училище „Българче“ (на немски: Bulgarische Schule „Balgarche“) е училище на българската общност в град Хайделберг. Основано е през 2012 г. Директор на училището е Елена Добрикова.

## История
Училището е открито на 3 ноември 2012 г.
На 19 декември 2021 г. ученици от училището и техните родители присъстват на онлайн урок по родолюбие „Зимни обичаи в Родопите“ в Регионалният исторически музей „Стою Шишков“ в Смолян, като присъстват 111 семейства на български ученици от Хайделберг.